# Dateiverknüpfung

Beispiel für ein Verknüpfungssymbol

Die Dateiverknüpfung (kurz Verknüpfung; englisch file shortcut oder auch link) ist eine anwendungsspezifische Datei, die auf eine andere Datei oder ein Verzeichnis verweist. Sie kann dazu dienen, von mehreren beliebigen Orten im Dateisystem aus auf eine andere Datei zu referenzieren. Anders als Hyperlinks im World Wide Web sind Dateiverknüpfungen in aller Regel lokal, d. h., die Verknüpfung und ihre Ziele liegen auf demselben Computer oder meist zumindest in einem damit verbundenen Netzwerkdateisystem.
Verknüpfungen werden auf grafischen Benutzeroberflächen üblicherweise durch zusätzlich eingebettete Symbole (wie einen kleinen Pfeil) auf dem Icon gekennzeichnet.
Im Gegensatz zu symbolischen (Symlinks oder Softlinks) und harten Verknüpfungen (Hardlinks) sind Dateiverknüpfungen für die aufrufende Anwendung und den Benutzer nicht transparent, weil sie nicht in das Dateisystem integriert sind. Dies bedeutet, dass das ausführende Programm die Verknüpfung selbst erkennen, auswerten und zum Ziel springen muss.

## Weitere Einzelheiten
Die Dateiverknüpfungen verschiedener Betriebssysteme sind meist nicht zueinander kompatibel. Desktop-Shortcuts von unixähnlichen Systemen funktionieren unter Windows genauso wenig wie Windows-Verknüpfungen unter Linux oder Unix. Aliase funktionieren nur unter Mac OS. Deshalb sollten Dateiverknüpfungen beim gemeinsamen Zugriff unterschiedlicher Betriebssysteme auf Netzwerk-Freigaben möglichst nicht verwendet werden; eine Alternative kann die Verwendung der Symbolischen Verknüpfung sein.

### Windows
Dateiverknüpfungen mit der Dateiendung .lnk wurden in Windows zusammen mit dem Windows-Explorer in Windows 95 eingeführt. In früheren Windows-Ausgaben wurde für eine Programm-Verknüpfung die Program Information File bzw. „PIF-Datei“ genutzt, die in Windows 7 als „Verknüpfung mit MS-DOS-Programm“ bezeichnet wird. PIF-Dateien wurden mit Windows 9x nach und nach durch die neueren Dateiverknüpfungen ersetzt.
Beide Verknüpfungen, sowohl mit der Dateinamenserweiterungen .lnk als auch die ältere PIF-Datei mit der Erweiterung .pif, sind in der Voreinstellung des Explorers ausgeblendet, können aber beispielsweise in einer Eingabeaufforderung angezeigt werden. Die moderneren Dateiverknüpfungen enthalten zusätzlich zum Pfadnamen der Zieldatei unter anderem die Möglichkeit, eine eigene Tastenkombination und auch ein anderes Verknüpfungssymbol festzulegen. Neben diesen können auch weitere Eigenschaften wie die Fenstergröße festgelegt werden.
Im Windows-Explorer erstellte Verknüpfungen, beispielsweise Desktop-Verknüpfungen, sind .lnk-Dateien, und werden mit der entsprechenden Symbolüberlagerung (englisch icon overlay) gekennzeichnet.
Eine Besonderheit von Windows ist der Umgang mit Dateiverknüpfungen: der Windows-Explorer listet deren Dateiendung auch dann nicht, wenn die Option „Ausblenden von Erweiterungen bei bekannten Dateitypen“ deaktiviert ist. Damit lassen sich die Dateinamenserweiterung von .lnk-Dateien, wie auch anderer derartiger spezieller Dateiverknüpfungen, unter Windows nicht ändern.

### Macintosh
Auf dem Macintosh von Apple, unter dem klassischen Mac OS ab System 7, werden Aliasdateien für Verknüpfungen verwendet. Diese sind in ihrer Art mit symbolischen Verknüpfungen, englisch symbolic links, vergleichbar. Der Schreibtisch und der Finder können Aliase erstellen und diese verarbeiten. Auch der Unix-basierte Nachfolger macOS erstellt Aliase, wenn der Benutzer im Finder eine Verknüpfung erstellt.
Ein Alias selbst ist zwar eine reguläre Datei, speichert die Informationen über die Zieldatei aber im resource fork, den es damals nur auf dem HFS-Dateisystem gab. Dazu gehören neben dem Pfad zur Zieldatei auch eine auf HFS- und HFS+-Dateisystemen vorhandene eindeutige Dateikennung. Dadurch bleibt ein Alias auf demselben Volume auch dann funktionsfähig, wenn die Zieldatei verschoben oder umbenannt wurde. Andere Dateisysteme, in den 1990er Jahren z. B. das FAT-Dateisystem, sind mit Aliasdateien nicht kompatibel. Auf modernen Dateisystemen, etwa NTFS, werden alternative Datenströme wie die resource fork zwar auch unterstützt, diese verwenden jedoch einzig Dateinamen zur Identifizierung von Dateien, keine eindeutige Dateikennung wie HFS/HFS+.
Unter Mac OS X kamen die Unix-üblichen harten und symbolischen Verknüpfungen hinzu, die seit dem HFS+-Dateisystem unterstützt werden. Diese werden vom BSD-Teil von Mac OS X (siehe auch Darwin) genutzt. Allerdings fehlt dem BSD-Userland die Unterstützung für Aliase, sodass die Unix-Werkzeuge nur symbolischen Verknüpfungen folgen können, nicht Aliasen.
Das Symbol im Finder und auf dem Schreibtisch ist für ein Alias dasselbe wie für eine symbolische Verknüpfung.

### Unix
Auch auf Desktop-Umgebungen Unix-ähnlicher Systeme gibt es teils Desktop-Shortcuts, etwa die von freedesktop.org standardisierten Desktop Entries mit der Dateinamenserweiterung .desktop. Dabei handelt es sich um Textdateien, die ähnlich wie INI-Dateien aufgebaut sind. Sie kann einen Pfad oder Befehl, mehrsprachige Beschriftungen, Hilfetexte, Icons und andere Eigenschaften (oder Attribute) beschreiben, die eine Desktop-Umgebung wie KDE Plasma Workspaces oder Gnome interpretieren und ausführen kann.